# Rivers of Babylon
"Rivers of Babylon"은 브렌트 도우(Brent Dowe)와 트레버 맥나흐톤(Trevor McNaughton)에 의해 쓰여져 1972년에 자메이카의 그룹인 더 멜로디언즈(The Melodians)가 부른 노래이다. 더 멜로디언즈의 노래는 1972년 영화 더 하더 데이 컴(The Harder They Come) 및 1999년 영화 비상 근무(Bringing Out the Dead)의 사운드 트랙에 수록되었다.
1978년에 독일의 그룹인 보니 엠에 의해 리메이크가 되어 인기를 끌었다.

## 배경
이 노래는 찬송가인 시편 137편(Psalm 137)의 내용을 기초로 한다. 기원전 586년에 바빌로니아인들이 예루살렘을 정복하여 유태인들이 바빌론에 포로로 끌려가면서 이스라엘로 돌아갈 날을 그리워하며 압제속에서의 삶을 내용으로 노래하고 있다.
바빌론강이라는 이름은 유프라테스강과 그 지류, 그리고 채바강(Chebar river)을 뜻한다. 또한 이 노래의 내용은 성서의 시편 19장 14절에 나오는 것을 바탕으로 한다.
이 노래는 성서의 내용을 소재로 많은 세계인들의 사랑을 받았다.

## 보니 엠 노래
이 노래는 1978년에 독일의 디스코 밴드인 보니 엠에 의해 싱글로 녹음되어 출시되었다. 싱글 음반은 영국에서 5주간 1위를 차지했으며 미국에서는 30위를 차지했다.
이 후 1988년에 리믹스가 된 노래를 실은 음반이 발매되었다.

### 판매 순위
| 차트               | 순위 |
| ------------------ | ---- |
| 유로차트 핫 100    | 1    |
| 노르웨이 싱글 차트 | 1    |
| 뉴질랜드 싱글 차트 | 1    |
| 영국 싱글 차트     | 1    |
| 미국 빌보드 핫 100 | 30   |

## 패러디
대한민국에서는 이 노래의 첫 부분에서 나오는 ‘바이더 리버즈 오브 바빌론~(By The Rivers Of Babylon~)’을 ‘다들 이불개고 밥먹어~’로 코믹하게 개사될 정도로 인기를 모았다. 또한, 같은 부분을 ‘롯데의 강민호~라고 개사하여 롯데 자이언츠에서 주전 포수로 활동한 강민호(현 삼성 라이온즈 소속)의 응원가로도 활용한 바 있다.